# Agrimonia hirsuta
Agrimonia hirsuta là loài thực vật có hoa trong họ Hoa hồng. Loài này được Bicknell mô tả khoa học đầu tiên năm 1896.